# アニメノチカラ
アニメノチカラは、テレビ東京とアニプレックスによるアニメ製作プロジェクト、および放送された3作品の総称である。

## 概要
『アニメノチカラ』とは、作り手の「情熱」と「想い」を実現する機会、アニメが好きな人に見てもらう機会、双方に機会を提供することをコンセプトに、テレビ東京とアニプレックスによるオリジナルアニメ・プロジェクトである。
2009年8月11日、『アニメノチカラ』プロジェクトの概要とオリジナルアニメ3作品の制作が発表された。
作品はコンセプトに基づき全て原作のないオリジナルアニメであり、制作はA-1 Pictures。
制作された作品は2010年1月〜9月までの間（3クール）、テレビ東京および系列各局で順次放送された。テレビ東京の深夜アニメは局自身が製作に直接関与しない作品が多いが、この放送枠の作品についてはすべて製作に関与している。
2010年3月29日、『ソ・ラ・ノ・ヲ・ト』と『閃光のナイトレイド』による合同特別番組『アニメノチカラの舞台裏』が放送された。

### ネット局
第1弾『ソ・ラ・ノ・ヲ・ト』は東名阪地上波系列3局限定のローカル編成だったが、第2弾『閃光のナイトレイド』はBSジャパンでの放送も行われた。
第3弾『世紀末オカルト学院』はTXN全6局での放送となったものの、代わりにBSジャパンがネットから外れている。
なお、3番組ともTXNでの本放送終了後に滋賀県の独立局・びわ湖放送でも遅れネットされている。

## 作品
放送日時は何れもテレビ東京基準で、放送日時は毎週月曜 25時30分 - 26時。
|   | タイトル           | 監督     | 放送期間               | 話数       | 備考                                      |
| - | ------------------ | -------- | ---------------------- | ---------- | ----------------------------------------- |
| 1 | ソ・ラ・ノ・ヲ・ト | 神戸守   | 2010年1月4日 - 3月22日 | 全12話+2話 | Blu-ray/DVDに番外編2話（第7.5話、第13話） |
| 2 | 閃光のナイトレイド | 松本淳   | 2010年4月5日 - 6月28日 | 全13話+4話 | テレビ未放送分等4話                       |
| 3 | 世紀末オカルト学院 | 伊藤智彦 | 2010年7月5日 - 9月27日 | 全13話     |                                           |